# Al Hirschfeld
Albert Hirschfeld (Saint Louis, 21 giugno 1903 – New York, 20 gennaio 2003) è stato un artista statunitense.
Ebreo, meglio conosciuto per i suoi ritratti satirici di celebrità e star di Broadway, generalmente in bianco e nero e con uno stile di disegno dai tratti semplici.

## Biografia
È nato a St. Louis, Missouri e si è successivamente trasferito con la sua famiglia New York. Dopo aver frequentato l'Art Students League of New York si reca a Parigi e Londra per continuare i suoi studi. Al suo ritorno grazie ad un suo amico inizia a lavorare presso il New York Herald Tribune e il The New York Times.
Nel 1943 si sposa con l'attrice tedesca Dolly Haas (1910-1995) che, negli anni trenta, era fuggita dalla Germania; dalla loro unione nasce una figlia, Nina (nata nel 1945). Da quella data inizia la sua peculiare caratteristica di nascondere nelle sue opere il nome della bambina.
Hirschfeld ha collaborato alla produzione di Fantasia 2000 con il cortometraggio Rapsodia in blu.